# Apanteles calacte
Apanteles calacte är en stekelart som först beskrevs av Nixon 1965.  Apanteles calacte ingår i släktet Apanteles och familjen bracksteklar. Inga underarter finns listade i Catalogue of Life.